# Odynerus flegias
Odynerus flegias är en stekelart som beskrevs av Giordani Soika. Odynerus flegias ingår i släktet lergetingar, och familjen Eumenidae. Inga underarter finns listade i Catalogue of Life.